# Дементьєво
Деме́нтьєво (рос. Дементьево, марій. Кугорнымбал) — присілок у складі Куженерського району Марій Ел, Росія. Входить до складу Токтайбеляцького сільського поселення.

## Населення
Населення — 128 осіб (2010; 142 у 2002).
Національний склад (станом на 2002 рік):
- марійці — 96 %